# Estação Ferroviária de Akkrum

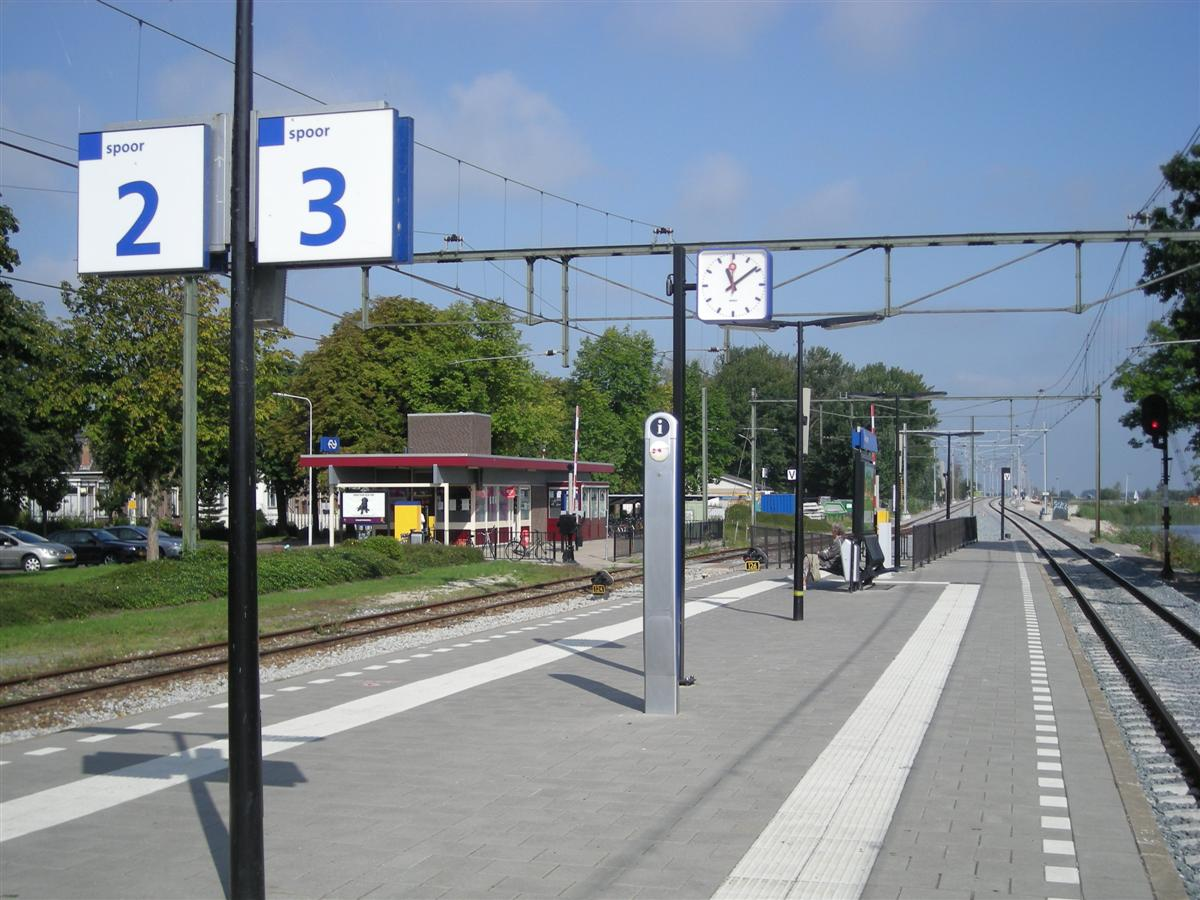
Imagem da Estação Ferroviária de Akkrum

A Estação Ferroviária de Akkrum é uma estação ferroviária localizada no vilarejo de Akkrum, município de Heerenveen, província de Frísia, Países Baixos.